# Final de la Copa Mundial de Fútbol de 2010
La final de la Copa Mundial de Fútbol de 2010 fue el partido final de la Copa del Mundo de dicho año, la 19.ª edición de la competición de la FIFA para selecciones nacionales de fútbol. El partido se jugó en el Soccer City de Johannesburgo, Sudáfrica, el 11 de julio de 2010, y lo disputaron los equipos de Países Bajos y España. En el certamen participaron el país anfitrión, Sudáfrica, y otras treinta y una selecciones surgidas de la fase de clasificación, organizada por las seis confederaciones de la FIFA. Los treinta y dos equipos compitieron en una fase de grupos, de la que dieciséis se clasificaron para la fase eliminatoria. De camino a la final, Países Bajos terminó primera del Grupo E, con tres victorias, tras las cuales derrotó a Eslovaquia en octavos de final, a Brasil en cuartos y a Uruguay en semifinales. España terminó primera del Grupo H, con dos victorias y una derrota, tras lo cual derrotó a Portugal en octavos de final, a Paraguay en cuartos y a Alemania en semifinales. La final se disputó ante 84 490 espectadores, con más de novecientos millones de telespectadores, y fue arbitrada por el inglés Howard Webb.
Sergio Ramos tuvo una ocasión de marcar para España al principio de la primera parte, cuando su disparo fue atajado por el guardameta neerlandés Maarten Stekelenburg, mientras que Arjen Robben tuvo una ocasión para Países Bajos cuando disparó un tiro raso desde el borde del área de penal poco antes del descanso, que fue atajado por Iker Casillas. Hubo numerosas amonestaciones a lo largo de la primera parte, que según Paul Fletcher, de BBC Sport, «alteraron el ritmo del partido». Robben desaprovechó una oportunidad en el minuto sesenta y dos, cuando se encontró mano a mano con Casillas, quien pudo interceptar su intento de disparo con la puntera de la bota para evitar el gol. A continuación, David Villa tuvo una ocasión para España a cuatro metros de la portería neerlandesa, pero Stekelenburg detuvo su chute. Ramos falló un remate de cabeza delante de la portería en el minuto setenta y siete, lo que envió el balón por encima del travesaño. Con el partido sin goles tras noventa minutos, se llegó a la prórroga, durante la cual John Heitinga recibió una segunda amonestación, lo que provocó su expulsión, y Andrés Iniesta, a cuatro minutos antes del final, dio a España la ventaja, y el título, con un tiro de volea a la portería para asegurar la victoria por 1-0.
La victoria de España supuso su primer título mundial, así como la primera Copa del Mundo ganada por un equipo europeo fuera de Europa. Iniesta fue elegido mejor jugador del partido, mientras que Casillas recibió el Guante de Oro al mejor portero del torneo según la FIFA. España ganó la Eurocopa 2012, su tercer trofeo consecutivo, pero no pudo defender la siguiente edición de la Copa del Mundo, celebrada en Brasil en 2014, lo que la convirtió en la segunda campeona del mundo consecutiva en caer eliminada en la fase de grupos tras las derrotas ante Países Bajos y Chile.

## Contexto

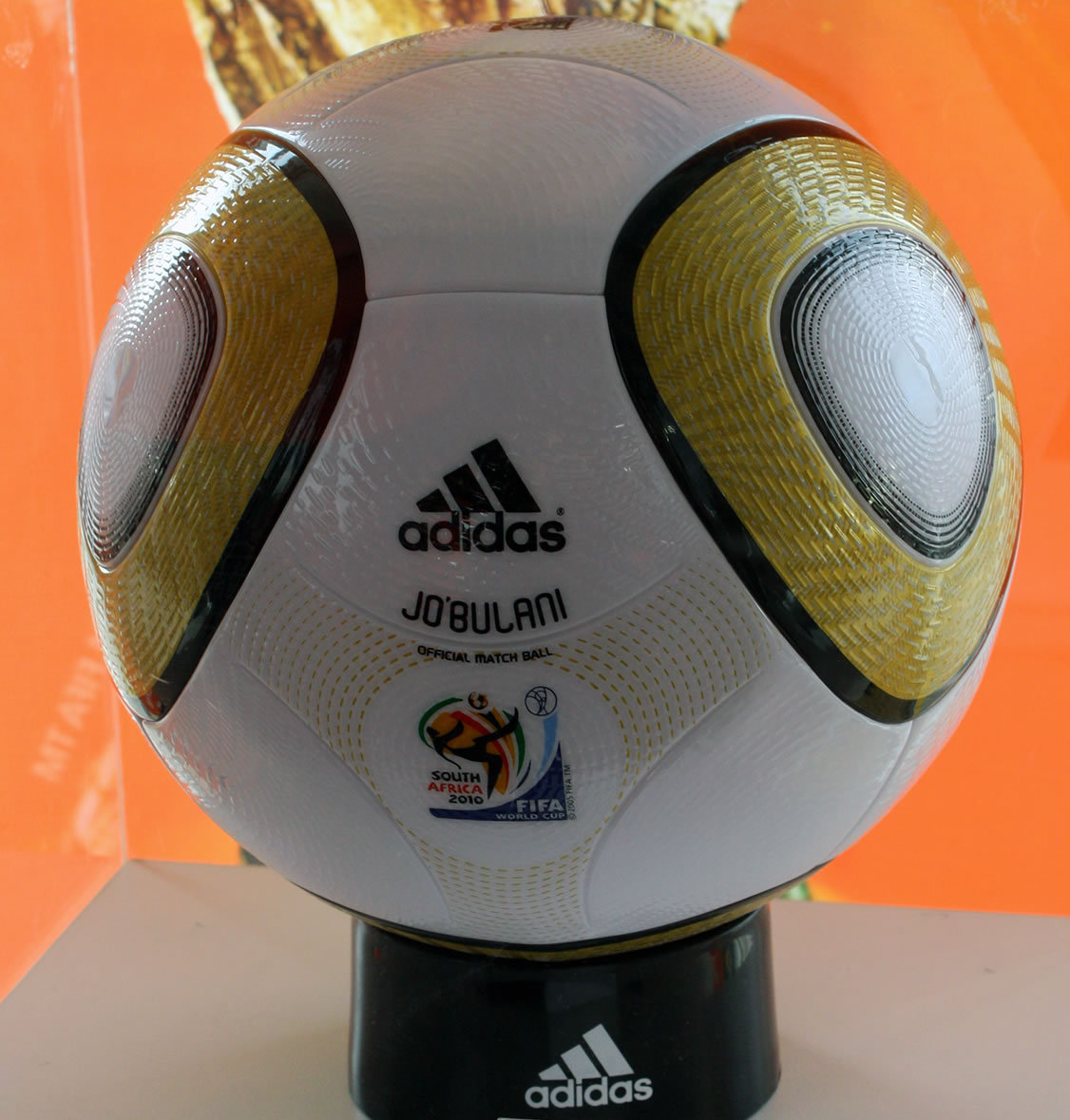
Un ejemplo del balón Adidas Jo'bulani utilizado en el partido.

La Copa Mundial de la FIFA 2010 fue la 19ª edición de la Copa del Mundo, la competición de fútbol de selecciones nacionales de dicha institución, celebrada entre el 11 de junio y el 11 de julio de 2010 en Sudáfrica. El equipo sudafricano se clasificó automáticamente para la fase final como anfitrión del torneo, mientras que 205 equipos compitieron por las 31 plazas restantes a través de rondas de clasificación organizadas por las seis confederaciones continentales de la FIFA y celebradas entre agosto de 2007 y noviembre de 2009. En la fase final, los equipos se dividieron en ocho grupos de cuatro y cada uno jugó una vez contra el otro, para finalmente acceder los dos primeros a la fase eliminatoria. El defensor del título de la edición pasada fue el conjunto italiano.
El balón de la final de la Copa Mundial de la FIFA 2010, revelado el 20 de abril de 2010, fue el Jo'bulani, una versión dorada del balón Adidas Jabulani utilizado en todos los demás partidos del torneo. El nombre del balón hace referencia a «Jo'burg», apodo común de Johannesburgo, sede del partido. El color dorado del balón refleja al del trofeo de la Copa Mundial de la FIFA y también se hace eco de otro de los apodos de Johannesburgo: «la Ciudad de Oro». El Jo'bulani se convirtió en el segundo balón fabricado específicamente para la final de la Copa Mundial de la FIFA, después del Teamgeist Berlín que se utilizó en la edición pasada.
La final de 2010 fue la primera vez desde 1978 que ninguno de los finalistas había ganado antes la Copa del Mundo. Los Países Bajos habían sido subcampeones dos veces antes, perdiendo 2-1 contra Alemania Occidental en 1974, y 3-1 (tras la prórroga) contra Argentina en 1978. Llegar a la final de 2010 fue la mejor actuación de España en la Copa Mundial, ya que anteriormente había quedado cuarta en 1950, cuando el torneo tenía una fase final todos contra todos, y había alcanzado los cuartos de final en 1934, 1986, 1994 y 2002, cuando se disputaban eliminatorias a partido único. Además, el conjunto ibérico venía como vigente campeón de Europa, tras alzar el título en la edición de la Eurocopa de 2008, torneo en el que Países Bajos alcanzó los cuartos de final antes de ser eliminados por Rusia. Este fue el primer enfrentamiento entre ambas selecciones en la fase final de un Mundial o una Eurocopa. Desde 1920, ambos equipos se habían enfrentado en nueve ocasiones, con cuatro victorias neerlandesas, tres españolas y un empate, todos ellos en partidos amistosos o de clasificación para la Eurocopa. Al comienzo del torneo, España ocupaba el segundo puesto de la clasificación mundial de la FIFA, por detrás de Brasil, mientras que Países Bajos ocupaba el cuarto.

## Camino hacia la final

### Países Bajos
| Ronda            | Rival      | Resultado |
| ---------------- | ---------- | --------- |
| 1                | Dinamarca  | 2-0       |
| 2                | Japón      | 1-0       |
| 3                | Camerún    | 2-1       |
| Octavos de final | Eslovaquia | 2-1       |
| Cuartos de final | Brasil     | 2-1       |
| Semifinal        | Uruguay    | 3-2       |

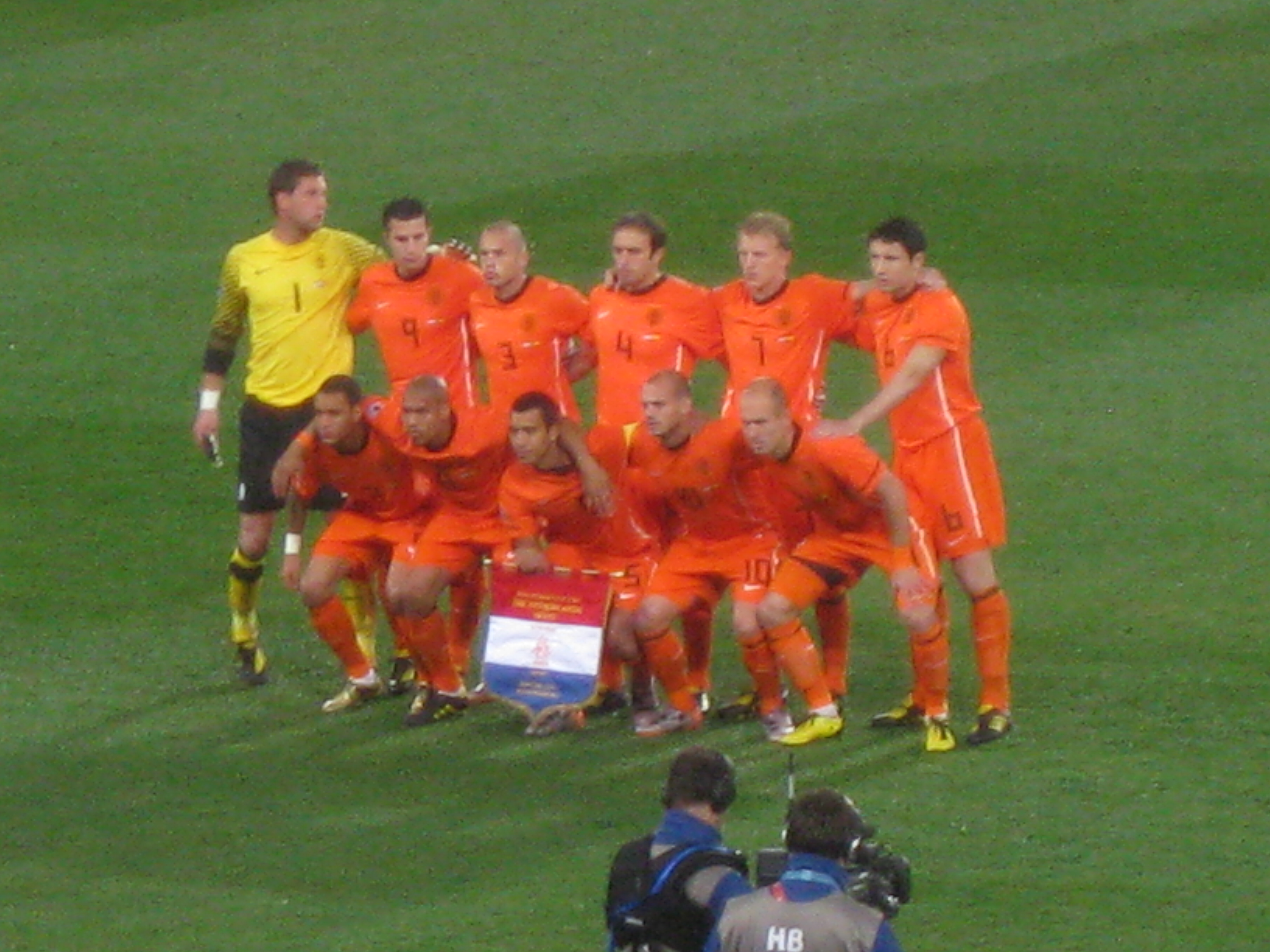
La selección neerlandesa momentos antes al inicio de la final.

Los Países Bajos llegaron al Mundial tras haber ganado los ocho partidos de su fase de clasificación. A continuación, quedaron encuadrados en el Grupo E de la Copa Mundial, en el que les acompañaban Camerún, Dinamarca y Japón. Su primer partido fue contra el conjunto danés en el Soccer City, el 14 de junio de 2010, durante el cual los neerlandeses se adelantaron poco después del descanso, cuando el danés Simon Poulsen despejó un centro de Robin van Persie, pero el balón golpeó en la espalda de Daniel Agger y se desvió en propia meta. Dirk Kuyt añadió un segundo tanto a cinco minutos del final para completar el 2-0, al marcar de rebote después de que Thomas Sørensen, el guardameta danés, atajara un disparo de Eljero Elia al poste. En su segundo partido, los neerlandeses se enfrentaron el 19 de junio en el estadio Moses Mabhida de Durban al conjunto nipón. Al igual que en el primer partido, marcaron el primer gol poco después del descanso, cuando Wesley Sneijder recibió el balón en el borde del área penal, tras un intento de despeje de Japón, y lo introdujo en la portería. La victoria, junto con la de Dinamarca sobre Camerún, significó la clasificación de Países Bajos para la siguiente ronda antes de disputar su último partido de la liguilla, que jugarían contra Camerún el 24 de junio en el estadio de Ciudad del Cabo. Van Persie adelantó a los suyos en el minuto 36, antes de que Samuel Eto'o empatara de penalti después de que Rafael van der Vaart fuera sancionado por mano en el área. Sin embargo, Klaas Jan Huntelaar marcó un gol en los últimos minutos para sellar la victoria por 2-1 y el primer puesto del grupo.
Países Bajos se enfrentó en octavos de final a Eslovaquia, que había derrotado a Italia en su último partido de la fase de grupos, en el estadio Moses Mabhida el 28 de junio. Arjen Robben fue titular en su primer partido del torneo tras recuperarse de una lesión, y adelantó a Holanda en el minuto dieciocho al recibir un pase largo de Sneijder hacia arriba y marcar con un disparo raso batiendo al guardameta Ján Mucha. Sneijder añadió un segundo gol en el minuto ochenta y cuatro, antes de que Eslovaquia marcara de penalti en el último minuto del tiempo añadido, lo que dio un resultado final de 2-1 a los neerlandeses. En cuartos de final, los tulipanes se enfrentaron a Brasil, pentacampeona del mundo, el 2 de julio en el estadio Nelson Mandela Bay de Puerto Elizabeth. La Canarinha se adelantó en el minuto diez, cuando Robinho aprovechó un pase en profundidad de Felipe Melo y marcó. El guardameta Maarten Stekelenburg tuvo que realizar varias paradas para evitar que Brasil ampliara su ventaja. Los neerlandeses empataron ocho minutos después del descanso, en un gol que inicialmente se registró como un tanto en propia meta de Melo, pero que más tarde se atribuyó a Sneijder. Los europeos se adelantaron en un saque de esquina tirado por Robben en el minuto sesenta y ocho, que Sneijder remató de cabeza tras un pase de Kuyt. Melo fue expulsado por un pisotón a Robben, y la Oranje completó la victoria por 2-1. En las semifinales, la selección neerlandesa se enfrentó a Uruguay en el estadio de Ciudad del Cabo el 6 de julio. Giovanni van Bronckhorst adelantó a Países Bajos en el minuto dieciocho con un chute que se desvió en el poste, antes de que Diego Forlán empatara desde lejos para Uruguay poco antes del descanso. Los tulipanes recuperaron la ventaja en el minuto setenta, cuando Sneijder marcó con un disparo que desvió Maxi Pereira, defensa uruguayo. Si bien los jugadores uruguayos protestaron porque van Persie había interferido en el juego en posición de fuera de juego, el gol se mantuvo. Poco después, Robben amplió la ventaja con un remate de cabeza, y Pereira marcó en el tiempo añadido el 3-2 definitivo a favor de Países Bajos.

### España
| Ronda            | Rival    | Resultado |
| ---------------- | -------- | --------- |
| 1                | Suiza    | 0-1       |
| 2                | Honduras | 2-0       |
| 3                | Chile    | 2-1       |
| Octavos de final | Portugal | 1-0       |
| Cuartos de final | Paraguay | 1-0       |
| Semifinal        | Alemania | 1-0       |

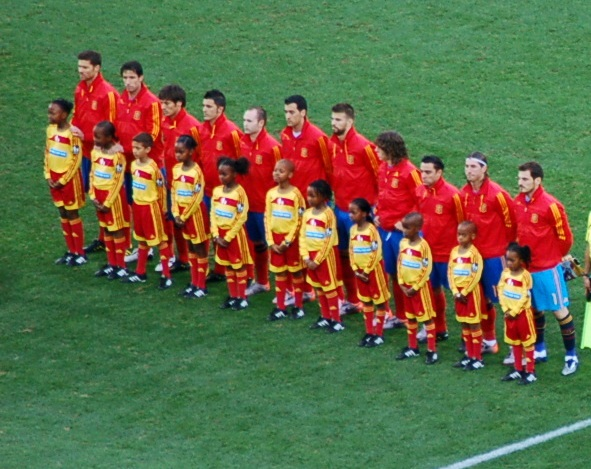
La selección española antes del encuentro contra Suiza.

Al igual que Países Bajos, España también ganó todos los partidos de su fase de clasificación. En la fase de grupos, quedó encuadrada en el Grupo H, junto a Chile, Honduras y Suiza. España comenzó su andadura en la fase final el 16 de junio de 2010 en el estadio Moses Mabhida contra el equipo helvético. En lo que Jeremy Wilson, periodista de The Daily Telegraph, describió como «una de las mayores sorpresas de la historia de la competición». Suiza se impuso por 1-0 con un gol de Gelson Fernandes en la segunda parte, después de que su compañero de equipo Eren Derdiyok chocara con el guardameta español Iker Casillas en un pase de gol. Su segundo partido fue en el estadio Ellis Park de Johannesburgo, contra Honduras, donde David Villa abrió el marcador en el minuto diecisiete, cuando superó a dos defensas y envió un disparo a la escuadra de la portería. Villa dobló la ventaja poco después del descanso con un tiro desde la frontal del área tras una pared con Xavi. Sin embargo, el goleador español desaprovechó la oportunidad de hacer un triplete cuando su penal en el minuto sesenta se marchó desviado del poste, por lo que el partido terminó 2-0 a favor de España. El conjunto ibérico afrontaba su último partido contra Chile, el 25 de junio en el estadio Loftus Versfeld de Pretoria, con la necesidad de ganar para garantizar su pase a octavos de final. Villa adelantó a España en el minuto veinticuatro, con lo que Rob Smyth, de The Guardian, describió como «el gol del Mundial hasta la fecha». El guardameta chileno Claudio Bravo salió del área penal y realizó una entrada sobre Fernando Torres, pero el balón suelto llegó a Villa por la izquierda del campo y este enganchó un disparo curvado a la red desde una distancia de unos 37 m. Los españoles doblaron su ventaja en el minuto treinta y siete, cuando Andrés Iniesta marcó tras un pase de Villa. El chileno Marco Estrada fue expulsado por segunda tarjeta amarilla al considerar el árbitro que había cometido falta sobre Torres en la jugada previa al gol. Rodrigo Millar recortó distancias para Chile tras el descanso, pero España aguantó el 2-1 y se clasificó para la siguiente ronda como primera de grupo.
El partido de octavos de final de España fue contra Portugal en el estadio de Ciudad del Cabo, el 29 de junio. Ambos equipos dispusieron de ocasiones de gol en la primera parte, pero fue España la que se adelantó en el minuto sesenta y tres, cuando Xavi encontró a Villa con un pase de tacón, quien marcó en la parte superior de la portería después de que su disparo inicial fuera atajado por el guardameta portugués Eduardo Carvalho. El luso Ricardo Costa fue expulsado a falta de dos minutos para el final, por un codazo a Joan Capdevila, y España completó la victoria por 1-0. En cuartos de final, España se enfrentó a Paraguay el 3 de julio en el estadio Ellis Park. El conjunto sudamericano metió el balón en la portería poco antes del descanso, pero fue anulado por fuera de juego de Óscar Cardozo. Paraguay dispuso de un penal en el minuto cincuenta y siete, lanzado por este último tras una falta de Gerard Piqué, pero Casillas lo detuvo. Dos minutos más tarde, España dispuso de una pena máxima por falta de Antolín Alcaraz sobre Villa. Xabi Alonso envió el balón al fondo de las mallas, pero el árbitro ordenó que se repitiera la jugada debido a que los jugadores españoles se encontraban dentro del área en el momento de lanzar el penalti. El segundo intento de Alonso, el tercer penalti del partido, fue detenido por el guardameta Justo Villar, y el marcador se mantuvo 0-0. Finalmente, Villa rompió el empate con un gol en el minuto ochenta y dos, que rebotó en los dos postes antes de entrar, y dio a la Roja la victoria por 1-0. La semifinal tuvo lugar el 7 de julio contra Alemania en el estadio Moses Mabhida. Por tercer partido consecutivo, España ganó 1-0, con un gol de cabeza de Carles Puyol. Kevin McCarra, de The Guardian, comentó después que estos resultados no implicaban, sin embargo, que España estuviera «machacando» resultados. Además, añadió que su juego era «agradable y magistral».

## Partido

### Antecedentes

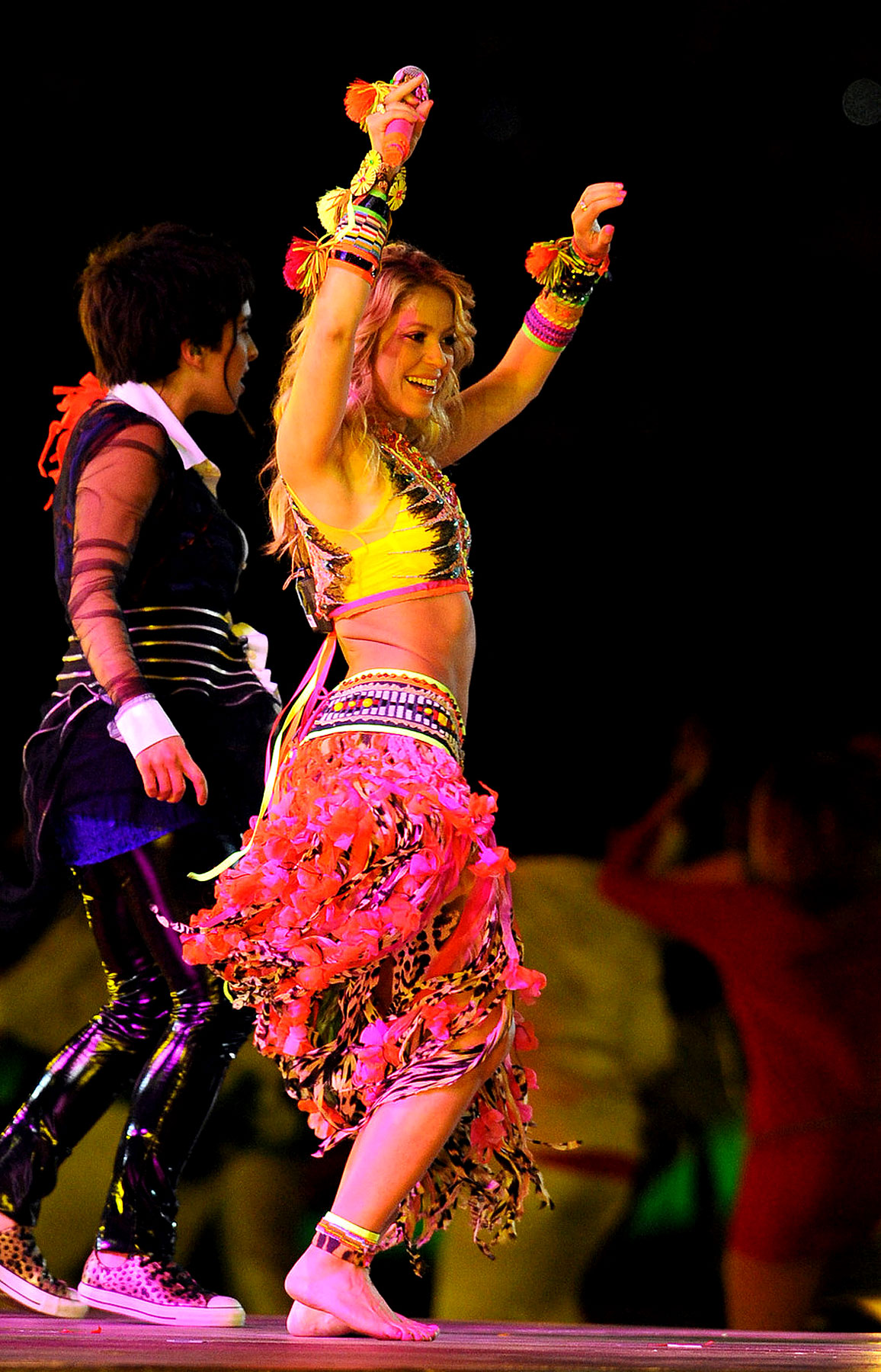
Shakira durante la ceremonia de clausura.

El inglés Howard Webb fue designado árbitro de la final, junto con sus compatriotas Darren Cann y Michael Mullarkey, que actuaron como árbitros asistentes. Webb era el primer inglés que arbitraba una final de la Copa Mundial desde que Jack Taylor lo hiciera en 1974. Expolicía de Rotherham, Webb formaba parte del Grupo Selecto de Árbitros Ingleses y arbitraba partidos de la Premier League desde 2003. Fue incluido en la lista de árbitros internacionales de la FIFA en 2005 y, antes de la Copa Mundial, había dirigido las finales de la Liga de Campeones de la UEFA 2009-10 y de la FA Cup 2008-09. Antes del último encuentro de la Copa del Mundo de 2010, Webb ya había arbitrado tres partidos de esta competición. Yūichi Nishimura y Toru Sagara, ambos de Japón, fueron el cuarto y quinto árbitros, respectivamente.
Antes del partido se celebró en el campo una ceremonia de clausura de la Copa del Mundo, en la que participaron bailarines con los colores de los treinta y dos participantes en el torneo. También hubo una representación con disfraces de elefantes e hipopótamos reunidos en torno a un abrevadero, que denotaban la fauna sudafricana, y otros con vestimentas típicas de la juventud urbana del país. Sobre el terreno de juego se proyectaron vídeos de los mejores momentos del torneo, mientras el grupo de música local Ladysmith Black Mambazo interpretaba su canción «Rain Rain Beautiful Rain» y Shakira cantaba el himno de la Copa Mundial «Waka Waka (Esto es África)». Nelson Mandela, quien no había asistido a la ceremonia inaugural debido a la muerte de su bisnieta en un accidente de tráfico, apareció en el terreno de juego en su silla de ruedas antes del partido, junto a su esposa Graça Machel, mientras era recibido con una ruidosa ovación y un estruendo de vuvuzelas por parte de los espectadores. Otros asistentes al partido fueron miembros de las familias reales neerlandesa y española, dignatarios y celebridades sudafricanas, como Charlize Theron y el presidente Jacob Zuma. Además los españoles Plácido Domingo, Rafael Nadal y Pau Gasol asistieron para animar a su equipo. El actor estadounidense Morgan Freeman, quien había interpretado a Mandela en la película Invictus de 2009, también estuvo presente en el partido.

### Primera parte

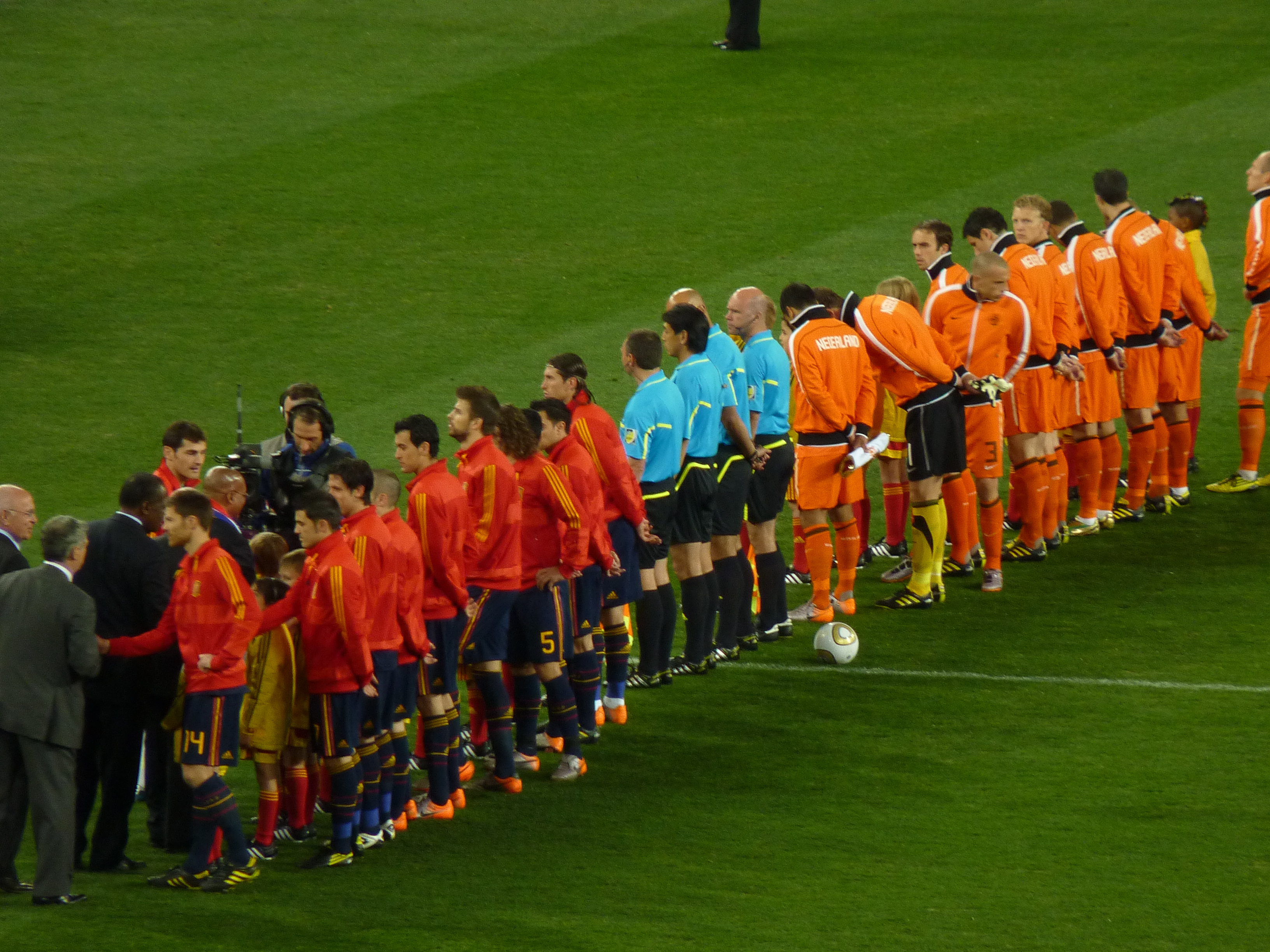
El presidente sudafricano Jacob Zuma y otros dignatarios estrechan la mano de los equipos alineados antes del saque inicial.

Países Bajos dio el pistoletazo de salida aproximadamente a las 20:30 hora local (18:30 UTC) con temperaturas de 14 °C y una humedad del 34 %. A los cinco minutos, España ganó un tiro libre, debido a una falta cometida sobre Alonso por parte de van Bronckhorst. Xavi se encargó de realizar el chut, que llegó a Sergio Ramos en el área penal, quien cabeceó el balón hacia la esquina inferior izquierda de la portería, pero Stekelenburg pudo lanzarse para realizar la parada. Piqué se hizo entonces con la pelota suelta e intentó pasar a Villa al centro, aunque el portero neerlandés finalmente lo interceptó. Dos minutos más tarde, Kuyt se hizo con el balón tras un error de Alonso y disparó a la portería española desde veintitrés metros, pero el tiro fue flojo y Casillas pudo hacerse con el esférico. España tuvo una ocasión en el minuto once, cuando Ramos batió a Kuyt tras recibir el balón de Iniesta, pero John Heitinga desvió su disparo por encima del travesaño. Alonso sacó el córner resultante, que Villa remató de volea al lateral de la red. En el minuto quince, van Persie recibió la primera amonestación del partido por una falta sobre Capdevila, y Puyol también vio la tarjeta amarilla dos minutos más tarde por una entrada sobre Robben, que ocasionó que Sneijder se encargara de lanzar un tiro libre desde veintitrés metros que finalmente atrapó Casillas.
En el minuto veintidós, Mark van Bommel fue amonestado por una falta durante una entrada deslizante sobre Iniesta, a la que se unió Ramos dos minutos más tarde por derribar a Kuyt. Nigel de Jong se convirtió entonces en el quinto jugador del partido en ser amonestado con una entrada a Alonso, que acabó con sus tacos en el pecho del español. Busquets se quejó al árbitro de que esto debería haberle supuesto la expulsión, mientras que Paul Fletcher, de BBC Sport, describió las múltiples amonestaciones como algo que había «perturbado el ritmo del partido», pero señaló que «varias contiendas burdas le dejaron con pocas opciones». Casillas chocó y lastimó a Puyol en el minuto treinta y tres, por lo que sacó el balón del juego para que pudiera recibir tratamiento. Países Bajos intentó devolver el esférico al guardameta español en el saque de banda resultante, pero el rebote en el terreno de juego sorprendió a Casillas, quien tuvo que empujar el balón hacia atrás para evitar un gol de los neerlandeses, quienes terminaron devolviendo la pelota en el saque de esquina resultante. Países Bajos dispuso de dos oportunidades para marcar a la salida de un córner en el minuto treinta y siete, pero tanto van Bommel como Mathijsen no acertaron a conectar correctamente sus disparos. Pedro corrió hacia adelante con el balón, pero su disparo se marchó desviado. Poco antes del descanso, Robben recibió la bola en la frontal del área española y su tiro raso hacia la escuadra fue atajado por Casillas, con lo que el periodo concluyó 0-0.

### Segunda parte

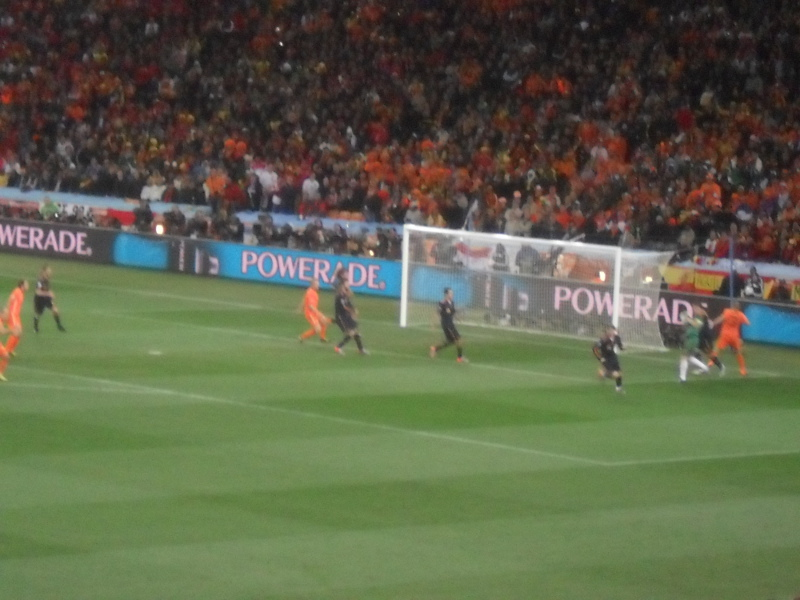
Ambos equipos durante el transcurso de la final.

Durante el descanso, no hubo sustituciones, y España inició la segunda parte. La Roja dispuso de la primera ocasión del periodo en el minuto cuarenta y ocho, cuando el balón llegó a Capdevila a unos cinco metros de la portería, pero su intento de disparo lateral se fue fuera. España vio rechazado una apelación de penalti en el minuto cincuenta, cuando van Bommel y Alonso disputaban el esférico, tras lo cual Países Bajos avanzó por el campo y cruzó el balón al área española, más ningún jugador neerlandés pudo alcanzarlo. Una confusión entre Casillas y Puyol en el minuto cincuenta y dos propició un saque de banda a los neerlandeses, a partir del cual construyeron un ataque, que terminó cuando el tiro de van Persie fue atrapado por Casillas. España obtuvo entonces un tiro libre a unos veintitrés metros de la portería, tras una falta de van Bronckhorst por la que fue amonestado, que Xavi se encargó de ejecutar, pero se marchó desviado. En el minuto cincuenta y seis, Heitinga fue amonestado por una falta sobre Villa, y dos minutos más tarde Países Bajos ganó un tiro libre cuando Iniesta cometió falta sobre Robben. La pelota llegó a Heitinga en el área, pero falló su disparo, aunque se consideró que estaba en fuera de juego. España realizó la primera sustitución del partido en el minuto sesenta, con la entrada de Jesús Navas en lugar de Pedro.
En el minuto sesenta y dos, Robben tuvo lo que Elko Born, de ESPN, describió más tarde como «la ocasión más clara durante el tiempo reglamentario». Tras recibir el balón de un pase de Sneijder hacia arriba, Robben se encontró mano a mano con Casillas, por lo que optó por retrasar su chute antes de intentar pasar el esférico por encima del portero hacia la escuadra de la portería, pero a su tiro le faltó altura y Casillas pudo interceptar la pelota con la puntera de su bota para evitar el gol. En el minuto sesenta y siete, Capdevila fue amonestado por una falta sobre van Persie, y tres minutos más tarde España tuvo una oportunidad cuando Villa chutó al recibir el balón a cuatro metros de la portería tras un pase de Navas, que terminó rechazando Stekelenburg, en lo que Scott Murray, de The Guardian, describió como «una parada increíble, un fallo terrible». Países Bajos hizo un cambio en el minuto setenta y uno, cuando Elia sustituyó a Kuyt, antes de que España ganara un tiro libre a unos veintitrés metros de la portería que Villa lanzó fuera. Los hispanos tuvieron otra oportunidad un minuto después, cuando Alonso encontró a Navas, quien envió un centro, pero Villa falló en su intento de volea. En el minuto setenta y siete, España ganó un córner con un disparo de Villa que fue parado tras una pared con Xavi. En el saque de esquina, la pelota llegó a Ramos, quien estaba libre de marca a cinco metros de la portería, pero su cabezazo se fue por encima del travesaño. Robben tuvo entonces una ocasión en el minuto ochenta y tres, cuando superó a Puyol e intentó llevarse el balón por delante de Casillas, pero el guardameta se lanzó por bajo para arrebatárselo antes de que pudiera hacerlo. Robben fue amonestado por desacato, alegando que Puyol le había hecho falta, y el partido se fue a la prórroga, que terminó 0-0 al final de los noventa minutos.

### Prórroga
España pidió un penalti a los dos minutos de la prórroga, cuando Xavi cayó al suelo tras un choque con Heitinga, pero no fue concedido. Tres minutos después, Cesc Fàbregas, quien había entrado en sustitución de Alonso poco antes del final del tiempo reglamentario, recibió un pase de Iniesta y quedó mano a mano con el portero, que finalizó al dirigir un disparo raso hacia la escuadra de la portería, pero Stekelenburg pudo hacerse con el esférico. A continuación, Países Bajos dispuso de una oportunidad cuando Fàbregas obstaculizó a Casillas tras un saque de esquina. El balón llegó a Mathijsen, quien no estaba marcado, pero su intento de rematar de cabeza a la portería desde cinco metros se fue por encima del travesaño. España dispuso entonces de dos ocasiones, primero por medio de Puyol, cuyo intento de remate de cabeza hacia la portería careció de potencia y dirección, y luego por medio de Iniesta, quien corrió hacia delante tras recibir un pase de Fàbregas, pero perdió la pelota ante van Bronckhorst sin poder dispararla o pasarla a Navas, quien estaba al espacio. Los neerlandeses realizaron entonces su segundo cambio, dando entrada a van der Vaart por de Jong. En el minuto ciento uno, Navas corrió con el balón por la banda derecha, tras pases de Fàbregas y Villa, antes de rematar al lateral de la red, acción que muchos espectadores pensaron que había acabado en gol. Tres minutos más tarde, Fàbregas efectuó un disparo que salió rozando el poste.
Países Bajos realizó una sustitución en el minuto ciento cinco, dando entrada a Edson Braafheid por van Bronckhorst. Tras el intervalo de la prórroga, España sustituyó a Villa por Fernando Torres. Braafheid realizó su primer toque al defender un centro de Xavi, cuando la pelota rebotó en su cabeza y llegó a los brazos de Stekelenburg, quien se había apartado de ella. A continuación, Xavi encontró a Iniesta en la parte izquierda del campo, pero su intento de carrera hacia el área se detuvo al ser derribado por Heitinga, quien fue amonestado por segunda vez, lo que supuso que se convirtiera en el quinto jugador expulsado en una final de la Copa Mundial. Van der Wiel fue amonestado de nuevo en el minuto ciento once por falta sobre Iniesta, y Stekelenburg despejó de puños el balón en el tiro libre resultante, antes de que Navas lanzara un disparo que se fue alto a la grada detrás de la portería. En el minuto ciento quince, Países Bajos ganó un tiro libre tras una falta de Piqué sobre Elia, que lanzó Sneijder. La pelota se desvió en la barrera española y Casillas lo sacó con los dedos, pero el árbitro concedió saque de puerta en lugar de córner. España se fue hacia arriba por medio de Torres, quien pasó al centro, donde el balón rebotó en un defensa neerlandés. Fàbregas lo recuperó y se lo pasó a Iniesta, quien estaba en el espacio en el lado derecho del área. Tras un toque, batió a Stekelenburg y adelantó a España a cuatro minutos del final. Los jugadores neerlandeses se quejaron al árbitro asistente tanto por la decisión del saque de esquina como por lo que consideraban una falta no señalada sobre Elia. Mathijsen fue amonestado por botar el balón contra el césped con rabia, mientras que Iniesta también lo fue por quitarse la camiseta mientras celebraba su gol. Xavi fue amonestado en el minuto ciento veinte por dar una patada al balón y Torres se retiró en el tiempo añadido con molestias en los isquiotibiales, pero España resistió para ganar el partido por 1-0 y conquistar su primer Mundial.

### Detalles
| 1          | Guardameta     | Maarten Stekelenburg     |      |
| 2          | Defensa        | Gregory van der Wiel     |      |
| 3          | Defensa        | John Heitinga            |      |
| 4          | Defensa        | Joris Mathijsen          |      |
| 5          | Defensa        | Giovanni van Bronckhorst | 105' |
| 6          | Centrocampista | Mark van Bommel          |      |
| 8          | Centrocampista | Nigel de Jong            | 99'  |
| 10         | Centrocampista | Wesley Sneijder          |      |
| 7          | Delantero      | Dirk Kuyt                | 71'  |
| 9          | Delantero      | Robin van Persie         |      |
| 11         | Delantero      | Arjen Robben             |      |
| Entrenador | Entrenador     | Bert van Marwijk         |      |

| 1          | Guardameta     | Iker Casillas      |      |
| 3          | Defensa        | Gerard Piqué       |      |
| 5          | Defensa        | Carles Puyol       |      |
| 11         | Defensa        | Joan Capdevila     |      |
| 15         | Defensa        | Sergio Ramos       |      |
| 8          | Centrocampista | Xavi Hernández     |      |
| 14         | Centrocampista | Xabi Alonso        | 87'  |
| 16         | Centrocampista | Sergio Busquets    |      |
| 6          | Delantero      | Andrés Iniesta     |      |
| 7          | Delantero      | David Villa        | 106' |
| 18         | Delantero      | Pedro              | 60'  |
| Entrenador | Entrenador     | Vicente del Bosque |      |

| 17 | Centrocampista | Eljero Elia          | 71'  |
| 23 | Centrocampista | Rafael van der Vaart | 99'  |
| 15 | Defensa        | Edson Braafheid      | 105' |

| 22 | Centrocampista | Jesús Navas     | 60'  |
| 10 | Centrocampista | Cesc Fàbregas   | 87'  |
| 9  | Delantero      | Fernando Torres | 106' |

| Anotado | 116' | Andrés Iniesta | 0:1 |

| Amonestado           | 15'  | Robin van Persie         |
| Amonestado           | 22'  | Mark van Bommel          |
| Amonestado           | 28'  | Nigel de Jong            |
| Amonestado           | 54'  | Giovanni van Bronckhorst |
| Amonestado           | 57'  | John Heitinga            |
| Amonestado           | 84'  | Arjen Robben             |
| Otorgado · Expulsado | 109' | John Heitinga            |
| Amonestado           | 111' | Gregory van der Wiel     |
| Amonestado           | 117' | Joris Mathijsen          |

| Amonestado | 16'    | Carles Puyol   |
| Amonestado | 23'    | Sergio Ramos   |
| Amonestado | 67'    | Joan Capdevila |
| Amonestado | 118'   | Andrés Iniesta |
| Amonestado | 120+1' | Xavi Hernández |

| Árbitro             | Howard Webb       |
| Árbitros asistentes | Darren Cann       |
| Árbitros asistentes | Michael Mullarkey |
| Cuarto árbitro      | Yūichi Nishimura  |
| Quinto árbitro      | Toru Sagara       |

| 1          | Guardameta     | Maarten Stekelenburg     |      |
| 2          | Defensa        | Gregory van der Wiel     |      |
| 3          | Defensa        | John Heitinga            |      |
| 4          | Defensa        | Joris Mathijsen          |      |
| 5          | Defensa        | Giovanni van Bronckhorst | 105' |
| 6          | Centrocampista | Mark van Bommel          |      |
| 8          | Centrocampista | Nigel de Jong            | 99'  |
| 10         | Centrocampista | Wesley Sneijder          |      |
| 7          | Delantero      | Dirk Kuyt                | 71'  |
| 9          | Delantero      | Robin van Persie         |      |
| 11         | Delantero      | Arjen Robben             |      |
| Entrenador | Entrenador     | Bert van Marwijk         |      |

| 1          | Guardameta     | Iker Casillas      |      |
| 3          | Defensa        | Gerard Piqué       |      |
| 5          | Defensa        | Carles Puyol       |      |
| 11         | Defensa        | Joan Capdevila     |      |
| 15         | Defensa        | Sergio Ramos       |      |
| 8          | Centrocampista | Xavi Hernández     |      |
| 14         | Centrocampista | Xabi Alonso        | 87'  |
| 16         | Centrocampista | Sergio Busquets    |      |
| 6          | Delantero      | Andrés Iniesta     |      |
| 7          | Delantero      | David Villa        | 106' |
| 18         | Delantero      | Pedro              | 60'  |
| Entrenador | Entrenador     | Vicente del Bosque |      |

| 17 | Centrocampista | Eljero Elia          | 71'  |
| 23 | Centrocampista | Rafael van der Vaart | 99'  |
| 15 | Defensa        | Edson Braafheid      | 105' |

| 22 | Centrocampista | Jesús Navas     | 60'  |
| 10 | Centrocampista | Cesc Fàbregas   | 87'  |
| 9  | Delantero      | Fernando Torres | 106' |

| Anotado | 116' | Andrés Iniesta | 0:1 |

| Amonestado           | 15'  | Robin van Persie         |
| Amonestado           | 22'  | Mark van Bommel          |
| Amonestado           | 28'  | Nigel de Jong            |
| Amonestado           | 54'  | Giovanni van Bronckhorst |
| Amonestado           | 57'  | John Heitinga            |
| Amonestado           | 84'  | Arjen Robben             |
| Otorgado · Expulsado | 109' | John Heitinga            |
| Amonestado           | 111' | Gregory van der Wiel     |
| Amonestado           | 117' | Joris Mathijsen          |

| Amonestado | 16'    | Carles Puyol   |
| Amonestado | 23'    | Sergio Ramos   |
| Amonestado | 67'    | Joan Capdevila |
| Amonestado | 118'   | Andrés Iniesta |
| Amonestado | 120+1' | Xavi Hernández |

| Árbitro             | Howard Webb       |
| Árbitros asistentes | Darren Cann       |
| Árbitros asistentes | Michael Mullarkey |
| Cuarto árbitro      | Yūichi Nishimura  |
| Quinto árbitro      | Toru Sagara       |

| \| Estadísticas \| \| \| \| Tiros \| 13 \| 18 \| \| Tiros a puerta \| 5 \| 6 \| \| Tiros en el palo \| 0 \| 0 \| \| Faltas \| 28 \| 19 \| \| Saques de esquina \| 6 \| 8 \| \| Penaltis \| 0 \| 0 \| \| Fueras de juego \| 7 \| 6 \| \| Posesión de balón \| 43 % \| 57 % \| | Alineación inicial          |                   |
| Estadísticas | Bandera de los Países Bajos | Bandera de España |
| Tiros | 13                          | 18                |
| Tiros a puerta | 5                           | 6                 |
| Tiros en el palo | 0                           | 0                 |
| Faltas | 28                          | 19                |
| Saques de esquina | 6                           | 8                 |
| Penaltis | 0                           | 0                 |
| Fueras de juego | 7                           | 6                 |
| Posesión de balón | 43 %                        | 57 %              |

|                            |
| Bandera de España          |
| Campeón España 1.er título |

## Hechos posteriores

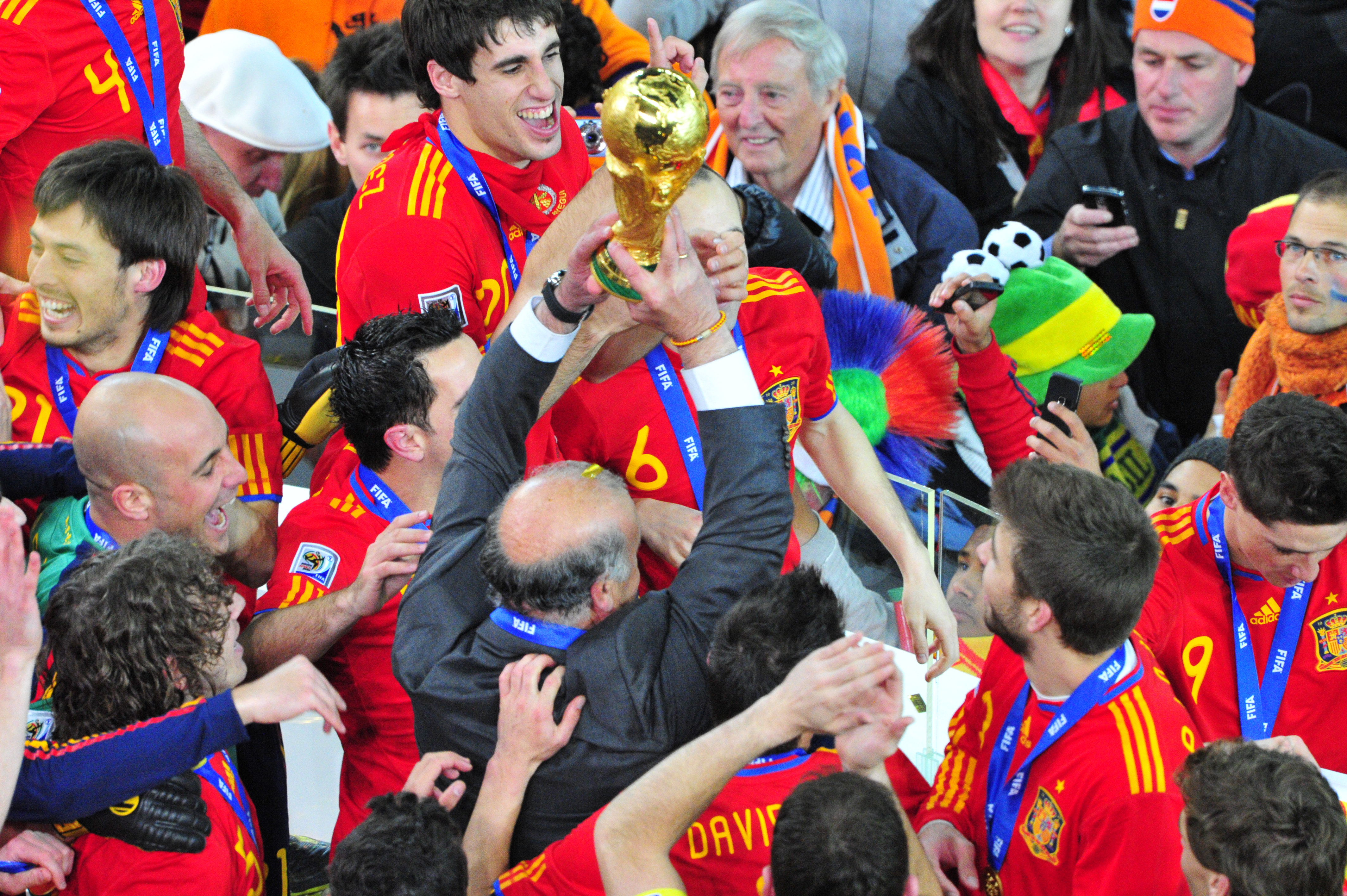
El entrenador Vicente del Bosque levantando el trofeo con los jugadores españoles.

La victoria supuso el primer título mundial de España y la aupó al primer puesto de la Clasificación Mundial de la FIFA, mientras que Países Bajos pasó al segundo. Además, España se convirtió en la primera nación europea en ganar un Mundial fuera de Europa. Al término del partido, la selección española se vistió con la camiseta roja para la presentación, que ya tenían una estrella sobre el emblema, en señal de su victoria en la Copa del Mundo. Los jugadores españoles formaron una guardia de honor para la selección neerlandesa cuando esta subió a la tribuna a recibir sus medallas de subcampeona. A continuación, los españoles subieron a recibir sus medallas, encabezados por Xavi. El capitán de la selección española, Casillas, quien fue el último según la tradición, recibió el trofeo de manos de Zuma y del Presidente de la FIFA, Sepp Blatter. Mientras el guardameta hispano levantaba el trofeo, sonó una breve versión del himno oficial del torneo, «Sign of a Victory». Iniesta fue nombrado mejor jugador del partido, mientras que Casillas ganó el Guante de Oro de la FIFA al mejor portero del torneo y la selección española se hizo con el Premio al Juego Limpio.
Con catorce durante el partido —nueve a Países Bajos y cinco a España—, el encuentro estableció el récord de amonestaciones en una final de la Copa Mundial, más que duplicando el anterior de seis de la final de 1986 entre Alemania Occidental y Argentina. Los jugadores neerlandeses criticaron al árbitro Webb, cuestionando por qué Heitinga fue expulsado por doble amonestación, mientras que Iniesta no. Sin embargo, el exjugador neerlandés Johan Cruyff se mostró crítico con sus compatriotas, afirmando que habían jugado «de forma muy sucia», y describió su contribución a la final como «fea», «vulgar» y de «antifútbol». Además, añadió que Países Bajos debería haber sufrido la expulsión de dos de sus jugadores —Mark van Bommel y Nigel de Jong— al principio del partido, y criticó a Webb por ser demasiado indulgente con ellos. Associated Press opinó que los neerlandeses habían «recurrido con demasiada frecuencia a tácticas sucias». El propio Webb dijo, en una entrevista posterior, que «después de haberla visto [la entrada de De Jong] de nuevo desde mi sillón, le habría sacado la tarjeta roja. El problema en el partido en sí fue que tuve una mala visión de ese incidente en particular».
La selección neerlandesa fue recibida en Ámsterdam por unos setecientos mil seguidores que se alinearon a orillas de los canales, y el capitán del equipo van Bronckhorst y el entrenador Bert van Marwijk fueron nombrados Caballeros de la Orden de Orange-Nassau por la reina Beatriz. Además, también hubo informes que señalaban la actuación y las faltas de algunos de los jugadores españoles. El futbolista alemán Franz Beckenbauer, quien había ganado la Copa Mundial como jugador y como entrenador, criticó a los dos equipos y a Webb, afirmando que al partido «le faltó fluidez, [con] constantes protestas de los jugadores y un árbitro que no tuvo demasiada visión general». La estrategia de posesión de balón de España en la final del Mundial suscitó reacciones encontradas. Mientras algunos sostenían que era eficaz, pero «aburrida», otros afirmaban que era «preciosa».
La FIFA calcula que novecientos diez millones de telespectadores en todo el mundo vieron al menos parte de la final. En España, la final atrajo a 15,6 millones de telespectadores totales a través de tres cadenas, lo que representa un 86 % de cuota de audiencia, lo que la convierte en la emisión televisiva de mayor audiencia en la historia del país. El récord anterior lo estableció la tanda de penaltis de cuartos de final de la Eurocopa 2008 entre España e Italia, que congregó a 14,1 millones de telespectadores. En los Países Bajos, 12,2 millones de personas siguieron la final por televisión, lo que representa aproximadamente el 74 % de la población total del país.
El siguiente gran torneo de España fue la Eurocopa 2012, que también ganó, goleando a Italia por 4-0 en la final para completar tres victorias consecutivas en grandes torneos. En el posterior Mundial de Brasil 2014, España y Países Bajos quedaron encuadradas en el Grupo B, del que el primero no salió al quedar tercera de grupo por detrás del conjunto neerlandés y chileno, además de ser derrotada por Países Bajos por 5-1 en la revancha de cuatro años antes. Esta última llegó a semifinales, instancia en la que perdió en la tanda de penaltis contra Argentina.

## Filmografía
- Película oficial de la Final 2010: «MATCH 64» en YouTube
- Video resumen oficial de la «Final 2010» en YouTube
- Video resumen informativo de la «Final 2010» en YouTube
- Video resumen de la «Final 2010» (TD-TVE) en RTVE.es